# 観音町 (津島市)
観音町（かんのんちょう）は、愛知県津島市の地名。丁番を持たない単独町名である。

## 地理
津島市北西端部に位置する。東は城山町、西は河原町、南は申塚町、北は愛西市に接する。

## 歴史

### 沿革
- 1953年（昭和28年） - 津島市大字向島の一部により、同市観音町として成立[1]。

## 世帯数と人口
2018年（平成30年）1月1日現在の世帯数と人口は以下の通りである。
| 町丁   | 世帯数 | 人口 |
| ------ | ------ | ---- |
| 観音町 | 13世帯 | 36人 |

### 人口の変遷
国勢調査による人口の推移
| 1995年（平成7年）  | 25人 | [ 7 ]  |  |
| 2000年（平成12年） | 26人 | [ 8 ]  |  |
| 2005年（平成17年） | 32人 | [ 9 ]  |  |
| 2010年（平成22年） | 26人 | [ 10 ] |  |
| 2015年（平成27年） | 24人 | [ 11 ] |  |

## 学区
市立小・中学校に通う場合、学区は以下の通りとなる。また、公立高等学校に通う場合の学区は以下の通りとなる。なお、小・中学校は番毎で各学校に指定されている。
| 小学校                            | 中学校                                | 高等学校 |
| --------------------------------- | ------------------------------------- | -------- |
| 津島市立西小学校 津島市立北小学校 | 津島市立天王中学校 津島市立藤浪中学校 | 尾張学区 |

## 交通

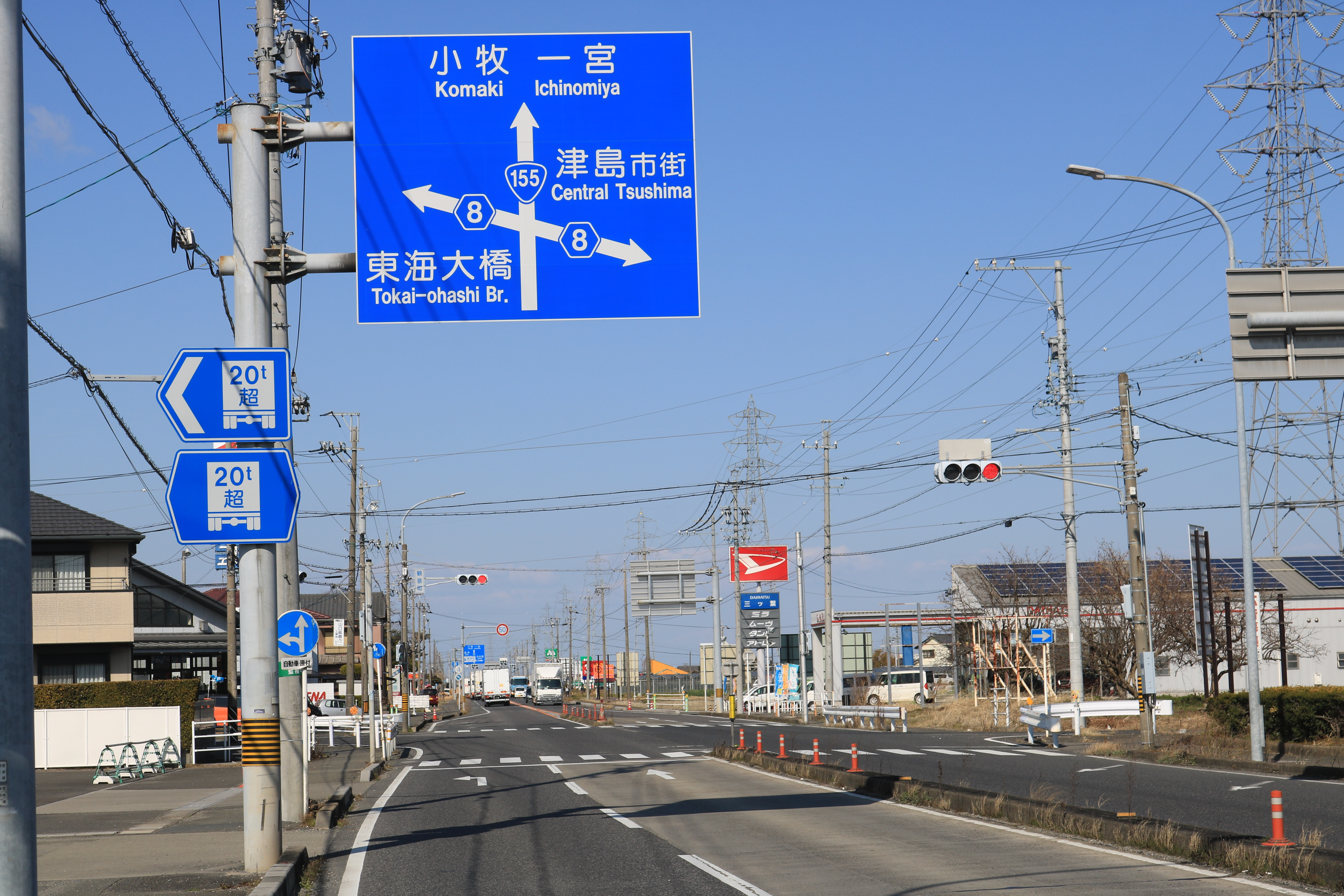
国道155号と愛知県道8号津島南濃線との観音町交差点

- 国道155号

## その他

### 日本郵便
- 郵便番号 : 496-0861[4]（集配局：津島郵便局[14]）。